# أحمد صالح العنسي
القاضي العلامة أحمد بن صالح بن يحيى بن محمد بن يحيى بن محمد بن قاسم بن إبراهيم بن مسعود بن عمرو (بن علي بن أسعد بن علي) العنسي
توفي اواخر صفر سنة 1069 هـ الموافق شهر نوفمبر 1658 م

## نسبه واقاربه

### اقاربه
- اخ: محمد بن صالح العنسي [2]
- ابن اخ: العلامة صالح بن محمد العنسي العياني أخذ عن عمه القاضي أحمد بن صالح توفي في نصف محرم سنة 1090 هـ[2] ، أي الموافق تقريبا لشهر مارس عام 1679 م
- والده: صالح بن يحيى بن محمد العنسي: من أعلام المئة العاشرة، وله معرفة في علم الكلام والفقة والعربية شاعر كان يسكن عيان [3]

### نسبه
أحمد بن صالح بن يحيى بن محمد بن يحيى بن محمد بن قاسم بن إبراهيم بن مسعود بن عمرو، المعروف بالعنسي، بمهملتين بينهما نون ، الصنعانى  البرطي اليمني، القاضي العلامة الأصولي.
حيث ان أكثر كتاب اشار إلى اسمه هو نيل الوطر.
وبالنسبة للاكوع فقد قال العنسي العياني وعِيان قرية عامرة في سفيان أحد بطون بكيل الكبرى، وتقع في الشمال الشرقي من حرف سفيان على بعد بضعة عشر كيلو متراً منها كانت هجرة مشهورة وقد امر الإمام القاسم بن محمد بهدمها فهدمت سنة 1026 هـ الموافق 1617 م بدعوى أنها كانت مقراً لبعض قوات الدولة العثمانية المرابطة في اليمن، فانتقل من كان ساكنا فيها من آل العنسي إلى برط، ثم أمر الإمام المتوكل إسماعيل بن القاسم بإعادة عمارتها فعمرت كما عمر قصرها، ولعل أول من اتخذها هجرةً الإمام القاسم  

## سيرته
كان القاضي أحمد عارفاً بالنحو، والمعاني والأصول، وبرع في النحو والفقة  وغلب عليه الكلام واللطيف، فتبحر فيهما على قواعد المعتزلة، وسمع الغايات وتذكرة ابن متويه وكان عالما متكلماً، اصولياً، عابداً، زاهداً، ومن أجل العلماء وأخيارهم، واهل الالتفات إلى الله.
وكان من المدرسيين للمفتي اليمن  وكان من خواص اصحاب المولى الحسين بن الإمام القاسم وغيبة سره وقرينه في قراءته على الشيخ لطف الله بن الغياث وهو من العلماء الأجلاء الأخيار وأهل الالتفات إلى الله تعالى والحلم والعقل الراجح وشاهد ذلك زهده في متاع هذه الدار  و كان له من الكرامات.
ومن ما يذكر عنه ان العلامة لطف الله بن محمد الغياث قبل وفاته بعث يطلب العلامة أحمد بن صالح العنسي، ليستودعه شيئاً من مكنون علمه، فوصل القاضي وقد نقله الله إلى جواره،

### من مؤلفاته
- كتاب شرح المؤثرات[3] [7]

## مدرسيه
- العلامة عبد الهادي بن أحمد الثلائي الحسوسة[1][2][5]
- الشيخ لطف الله الغياث:[1][4] فمما قرأ عليه مؤلفه المناهل الصافية وشرح الشافعية  في الصرف[1]

## تلاميذه
- محمد بن الحسين بن الإمام
- أحمد بن الحسين الشرفي [5]
- صالح بن حسين العنسي:[1][4][5] وهو القاضي صالح بن حسين بن قاسم بن يحيى بن محمد بن يحيى بن محمد بن قاسم بن إبراهيم بن مسعود بن عمرو بن علي المعروف بالعنسي العياني القاضي[1]
- أحمد بن صالح بن أبي الرجال[1][5]
- أحمد بن علي العنسي[1][5]
- صالح بن محمد العنسي [2]

## وفاته
ترجمه القاضى أحمد أبى الرجال في مطلع البدور فقال انه انقطع في آخر أمره إلى العبادة ببير العزب غربى صنعاء واشتغل بجليل علم الكلام ودقيقه ويذكر قول قاضى القضاة ان الفقه قد يقرأه أهله لمقاصد وأما علم العدل والتوحيد فلا يقرأه الا لله تعالى.
أصاب القاضي أحمد بن صالح العنسي في آخر مدته داء النقرس في قدميه وتوفي بصنعاء في صفر سنة 1069هـ  الموافق شهر نوفمبر 1658 م وقبره بخزيمة غربي صنعاء، وقبره قريب من قبر العلامة محمد بن عز الدين المفتي
رثاه ابن اخيه العلامة صالح بن محمد العنسي وكتب على ضريحه:
```
 
```

## كتب للاطلاع على سيرة العلم
- ملحق البدر الطالع.
- مطلع البدور ومجمع البحور لإبن ابي الرجال.
- مصادر الفكر الإسلامي في اليمن.
- كتاب نيل الوطر.
- مصادر الفكر الإسلامي في اليمن.
- كتاب البدر الطالع للامام الشوكاني المتوفي 1250 هـ الموافق حوالي 1786 م.
- ملحق البدر الطالع ل  محمد بن محمد بن يحيى بن زبارة الحسني اليمني الصنعاني.
- كتاب هجر العلم ومعاقله للأكوع.
- الجواهر المضيئة في تراجم بعض رجال الزيدية.